# Jes Høgh
Jes Høgh (* 7. Mai 1966 in Aalborg, Dänemark) ist ein ehemaliger dänischer Fußballspieler.

## Leben
Høgh spielte in der Jugend von Aalborg Chang, bevor er 1987 zu Aalborg BK in die erste dänische Liga wechselte. Hier entwickelte er sich schnell zum Stammspieler in der Innenverteidigung des Teams. Durch starke Leistungen machte er Brøndby IF auf sich aufmerksam, und so wechselte er 1991 zum Meister. Hier bildete er mit Marc Rieper ein starkes Duo. Høgh wurde 1993 zu Bröndbys Spieler des Jahres gewählt. Nach vielen Verletzungen verlor er seinen Stammplatz und kehrte 1994 zu Aalborg zurück.
Hier konnte er seine alte Form wiederfinden und das Team wurde 1995 Meister der SAS-Liga. Er wechselte im Sommer zu Fenerbahçe Istanbul in die Türkei; auch hier wurde er im ersten Jahr Meister. Im Juli 1999 ging er nach England zum FC Chelsea, war aber nur Ersatzspieler für Marcel Desailly und Frank Leboeuf. Im April 2000 erlitt Høgh eine langwierige Knöchelverletzung, woraufhin er im März 2001 mit 34 Jahren seine Karriere beendete.

### Nationalmannschaft
Sein Debüt für Dänemark gab er 1991, doch sein Durchbruch kam erst später, als er mit Marc Rieper die Verteidigung bildete. Høgh nahm an den Europameisterschaften 1996, 2000 und an der Weltmeisterschaft 1998 teil. Sein einziger internationaler Erfolg ist der Gewinn des König-Fahd-Pokals 1995. Er absolvierte 57 Spiele und erzielte ein Tor.

## Erfolge
Vereinsebene
- Brøndby IF
  - Dänischer Pokalsieger: 1994

- Aalborg BK
  - Dänischer Meister: 1995

- Fenerbahçe Istanbul[5]
  - Istanbuler TSYD-Pokalsieger: 1995
  - Türkischer Meister: 1996
  - Atatürk-Pokalsieger: 1998

- FC Chelsea
  - Englischer Pokalsieger: 2000

Nationalmannschaftsebene
- Dänische A-Nationalmannschaft
  - König-Fahd-Pokalsieger: 1995 (3 Einsätze)[6]